# Bulbophyllum crenilabium
Bulbophyllum crenilabium är en orkidéart som beskrevs av Walter Kittredge. Bulbophyllum crenilabium ingår i släktet Bulbophyllum och familjen orkidéer. Inga underarter finns listade i Catalogue of Life.